# نویسه‌های چینی ساده‌شده
نویسه‌های چینی ساده‌شده (به انگلیسی: Simplified Chinese Characters) یکی از دو نمونهٔ خط چینی برای نگارش زبان چینی است. نمونهٔ دیگر نویسه‌های چینی سنتی است.